# Kamieniec Wrocławski
Kamieniec Wrocławski (niem. Steine) – wieś w Polsce położona w województwie dolnośląskim, w powiecie wrocławskim, w gminie Czernica.

## Podział administracyjny
W latach 1954–1968 wieś należała i była siedzibą władz gromady Kamieniec Wrocławski, po jej zniesieniu w gromadzie Czernica. W latach 1975–1998 miejscowość administracyjnie należała do województwa wrocławskiego.

## Demografia
Według Narodowego Spisu Powszechnego (2021 r.) liczył 3491 mieszkańców. Wieś jest drugą najludniejszą miejscowością w gminie Czernica.

## Nazwa
W księdze łacińskiej Liber fundationis episcopatus Vratislaviensis (pol. Księga uposażeń biskupstwa wrocławskiego) spisanej za czasów biskupa Henryka z Wierzbna w latach 1295–1305 miejscowość wymieniona jest w formie Kamena.

## Infrastruktura
Miejscowość położona jest 15 km od centrum Wrocławia. W Kamieńcu Wrocławskim znajdują się m.in.: szkoła podstawowa, gimnazjum, kościół, sklepy spożywcze, restauracja, apteki, poczta, przychodnia zdrowia, przychodnia weterynaryjna i gabinety dentystyczne. W pobliżu znajdują się tereny rekreacyjne oraz zalew Bajkał. Dojazd z Wrocławia zapewniają linie komunikacji gminnej nr: 855 oraz 845, a także kolej Dolnośląskich Kolei Aglomeracyjnych ze stacji Dobrzykowice Wrocławskie.